# Chi Dây choại
Chi Dây choại hay chi Choại (Stenochlaena) là một chi dương xỉ thuộc họ Blechnaceae. Chi này có loài Stenochlaena hainanensis, Ching & P.S.Chiu.
Các loài khác của Stenochlaena phổ biến như các dương xỉ leo trong các rừng mưa Đông Nam Á. Sau sự kiện tuyệt chủng hàng hoạt vào cuối kỷ Phấn trắng do Trái Đất đụng phải một thiên thạch, 
một loài Stenochlaena có lẽ là loài phổ biến duy nhất khắp khu vực Bắc Mỹ suốt mấy ngàn năm.
Stenochlaena palustris (dây choại) được dùng làm rau, giống như dương xỉ đầu violon (fiddlehead fern) ở Sarawak, nơi chúng thường được ăn kèm mắm tôm.
Ở Indonesia người ta cũng ăn rau này, đặc biệt là ở các tỉnh Kalimantan như Kalimantan Trung và Kalimantan Nam. Ở đó người ta gọi rau này là "kalakai". Người dân tại các nơi đó tin là loại rau này tốt cho sức khoẻ, đặc biệt là cung cấp nguồn chất sắt, và trị được các bệnh về da, sốt rét, sốt và duy trì tuổi thanh xuân.

## Hình ảnh

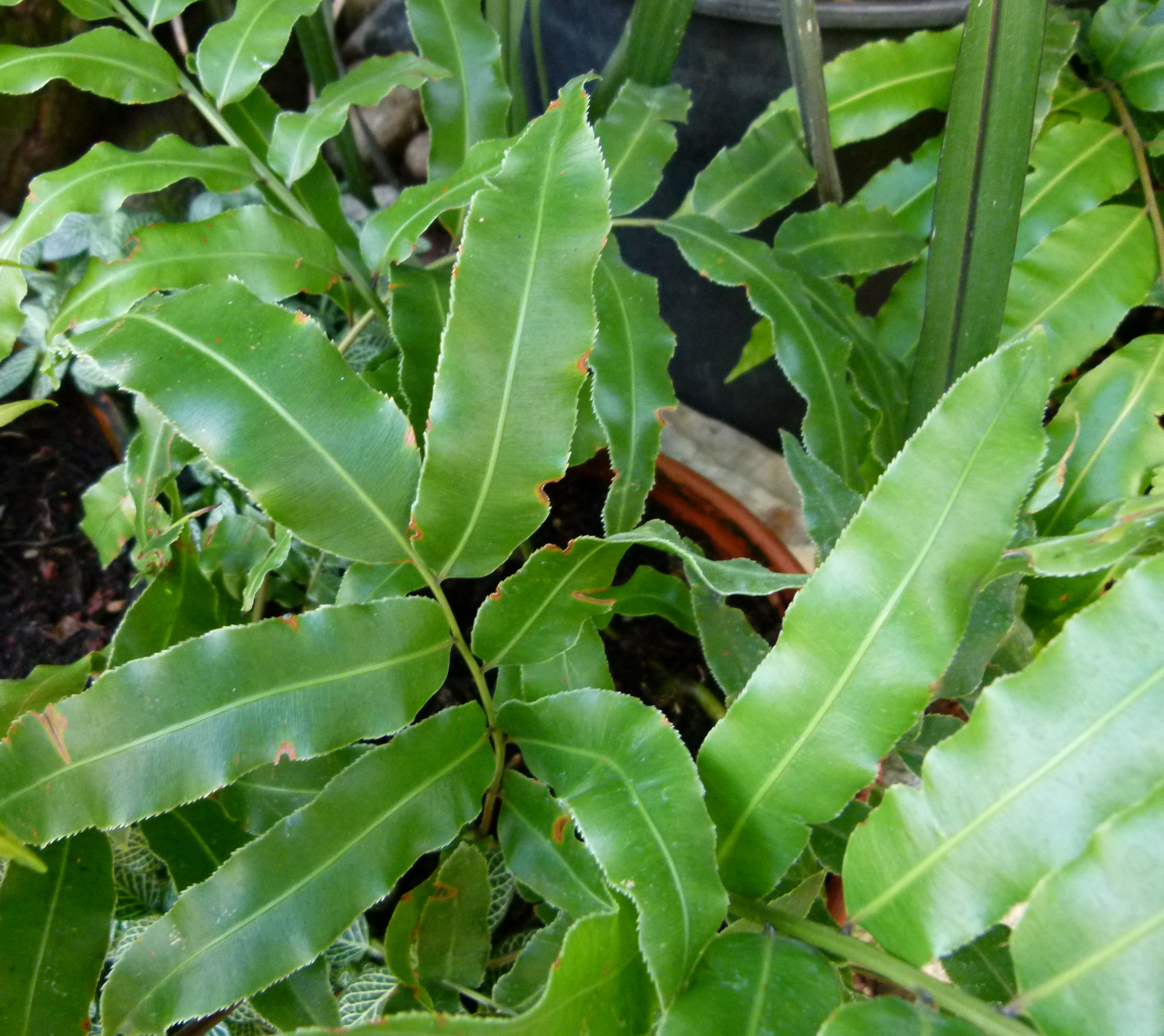